# 아오키 쇼타
아오키 쇼타(일본어: 青木 翔大, 1990년 8월 11일 ~ )는 일본의 축구 선수이다.

## 구단 경력
그는 2013년부터 J리그의 요코하마 FC, FC 류큐, 아술 클라로 누마즈, 더스파 군마, 블라우블리츠 아키타에서 뛰었다.